# Port-de-Lanne

Port-de-Lanne este o comună în departamentul Landes din sud-vestul Franței. În 2009 avea o populație de 894 de locuitori.

## Evoluția populației
| An        | 1975 | 1982 | 1990 | 1999 | 2006 | 2009 |
| --------- | ---- | ---- | ---- | ---- | ---- | ---- |
| Populație | 602  | 637  | 665  | 700  | 833  | 894  |